# Magdalena Ferreira Lamas
Magdalena Ferreira Lamas (28 de diciembre de 1964, Buenos Aires) es una empresaria argentina que vive y trabaja en México. Actualmente, ocupa el cargo de Vicepresidente y Gerente General de  Avon para el Grupo de Mercados del Norte de Latinoamérica (NoLA).
Estudió Comercialización en la Universidad de Ciencias Empresariales y Sociales en Buenos Aires, y cuenta con un posgrado en Administración de Negocios por la Universidad de San Andrés. 
Magdalena es la primera mujer en ocupar la Vicepresidencia y Gerencia General de Avon para el Grupo de Mercados del Norte de Latinoamérica. 

## Trayectoria
Magdalena Ferreira Lamas, dentro de Avon, ha ocupado posiciones clave como Directora Comercial de Ventas en Perú; Gerente Nacional en Bolivia y Directiva de Planificación Estratégica en Argentina, además de esto se desempeñó como Vicepresidenta de Ventas Avon para el Grupo de Mercados del Norte de Latinoamérica (NoLA), donde tenía a su cargo la estrategia de Ventas para México, Centroamérica y República Dominicana enfocada en el desarrollo y expansión de Representantes, asegurando a Avon como líder de Venta Directa. Previamente, estuvo al cargo de la Vicepresidencia de Mercadotecnia para Avon NoLA; siendo su principal objetivo, asegurar el cumplimiento de los objetivos de negocio y asegurar la satisfacción de los consumidores finales así como de las Representantes Avon.
Además, estuvo al cargo de Fashion & Home Latinoamérica, situación que ocupó de agosto de 2011 hasta enero de 2013.
Antes de unirse a Avon trabajó en Ambev (Cervecería & Maltería Quilmes, Brewing Company), como Gerente de Ventas, tanto directas como indirectas, como Gerente de Trade Marketing. Ocupó el puesto de Brand Manager en Pepsi y para la línea de refrescos 7 Up.

## Premios y reconocimientos
- 14 Women to Watch México 2015.[2]
- Top 100 mujeres poderosas 2014.[3]